# Gomo
Gomo est un chanteur portugais d'indie pop qui a été révélé au grand public par sa chanson Feeling Alive en 2004.
Son succès s'étend aux États-Unis, en Espagne, en Angleterre, au Japon, au Brésil, en Chine et en Allemagne.

## Discographie
2004 : Gomo